# Поржезинский, Виктор Карлович
Ви́ктор Ка́рлович Поржези́нский (пол. Jan Wiktor Porzeziński; 1870, Моршанск — 1929, Варшава) — русский и польский лингвист, профессор Московского университета, член Польской академии наук (1925). Труды по исторической морфологии балтийских и славянских языков и по индоевропеистике.

## Биография
Родился 23 июля (4 августа) 1870 года в семье католиков, польских дворян. Его отец был окружным надзирателем акцизных сборов Тамбовской губернии второго округа.
Окончил в 1888 году 6-ю Московскую гимназию, а в 1892 году — историко-филологический факультет Московского университета. Был ближайшим учеником и преемником профессора Ф. Ф. Фортунатова, сменивший его на кафедре сравнительного языковедения и санскритского языка. Окончил университет с дипломом 1-й степени и был оставлен на факультете для приготовления к профессорскому званию.
Приват-доцент (с февраля 1895), экстраординарный (с октября 1903), ординарный профессор (с декабря 1905) кафедры сравнительного языкознания и санскритского языка, также преподавал историческую грамматику на московских Высших женских курсах. Был университетским преподавателем Н. С. Трубецкого, М. Н. Петерсона и других известных лингвистов. Преподавал в Московском университете до 1921 года.
Занимался диалектологическими исследованиями литовского и полабского языков. Магистерская диссертация на тему «К истории форм спряжения в балтийских языках» (1901); докторская диссертация на тему «Возвратная форма глаголов в литовском и латышском языках» (1903).
Переселился в Польшу (1922), где занимал должности профессора и декана факультета гуманитарных наук Люблинского университета (1922—1929), профессора и декана Варшавского университета (1921, 1924—1925). Член-корреспондент (1925), академик (1927) Польской академии наук.
Умер 12 марта 1929 года в Варшаве.
В своих работах придерживался младограмматической идеологии. Был сторонником теории балто-славянского генетического единства. Автор нескольких введений в проблематику индоевропейского исторического языкознания.
Основные труды:
- «К истории форм спряжения в балтийских языках. Общее введение. Образование форм лица и основ времени и наклонения» (М., 1901) — магистерская диссертация
- «Возвратная форма глаголов в литовском и латышском языках» (М., 1903) — докторская диссертация[3]
- «Вопрос о реформе правописания в некоторых странах Европы» (1918)
- учебные пособия «Сравнительное языковедение. Лекции» (1903)
- «Индоевропейские древности с точки зрения современной науки» (1906) Архивная копия от 5 октября 2018 на Wayback Machine
- «Введение в языковедение» (1907)
- «Конспект лекций по сравнительной грамматике индоевропейских языков Архивная копия от 10 октября 2021 на Wayback Machine» (1910)
- «Краткое пособие к лекциям по исторической грамматике русского языка» (1911)
- «Очерки сравнительной фонетики древнеиндийского, греческого, латинского и старославянского языков» (1912)
- «Очерк фонетики и морфологии польского языка» (1913)
- «Сравнительная грамматика славянских языков» (1914)
- «Образцы средне-верхне-немецкого языка. Тексты и краткий словарь» (1916)
- «Преподавательская и учёная деятельность Всеволода Фёдоровича Миллера в области языковедения» (1914)
- «Филипп Фёдорович Фортунатов. Некролог» (1914).